# Ramenát

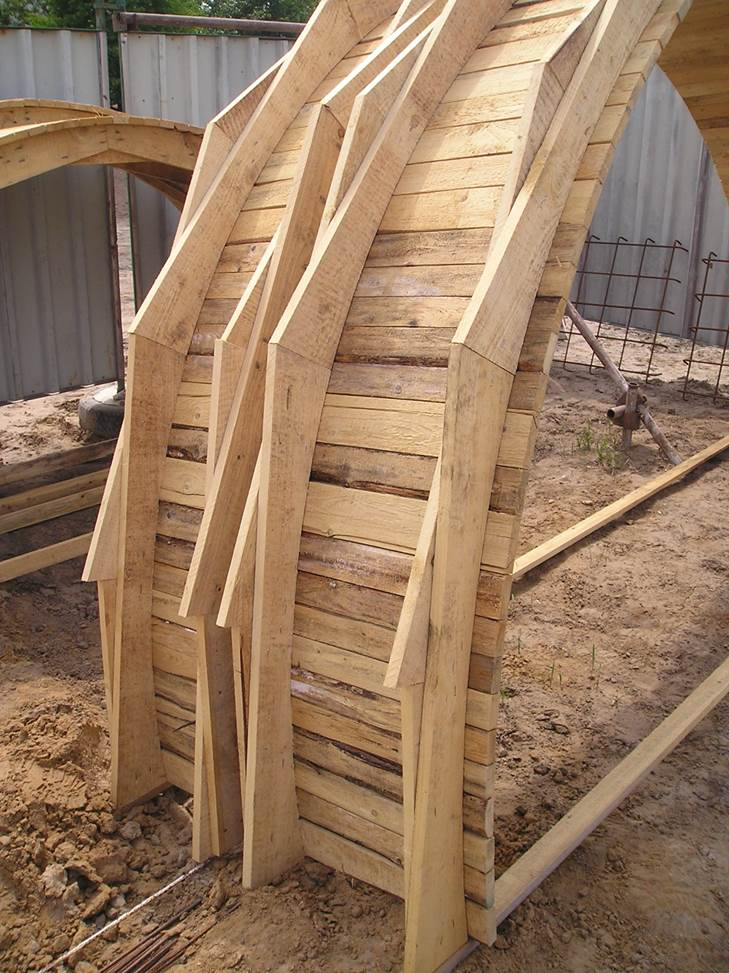
Bednění pro kruhovou nádrž s ramenáty

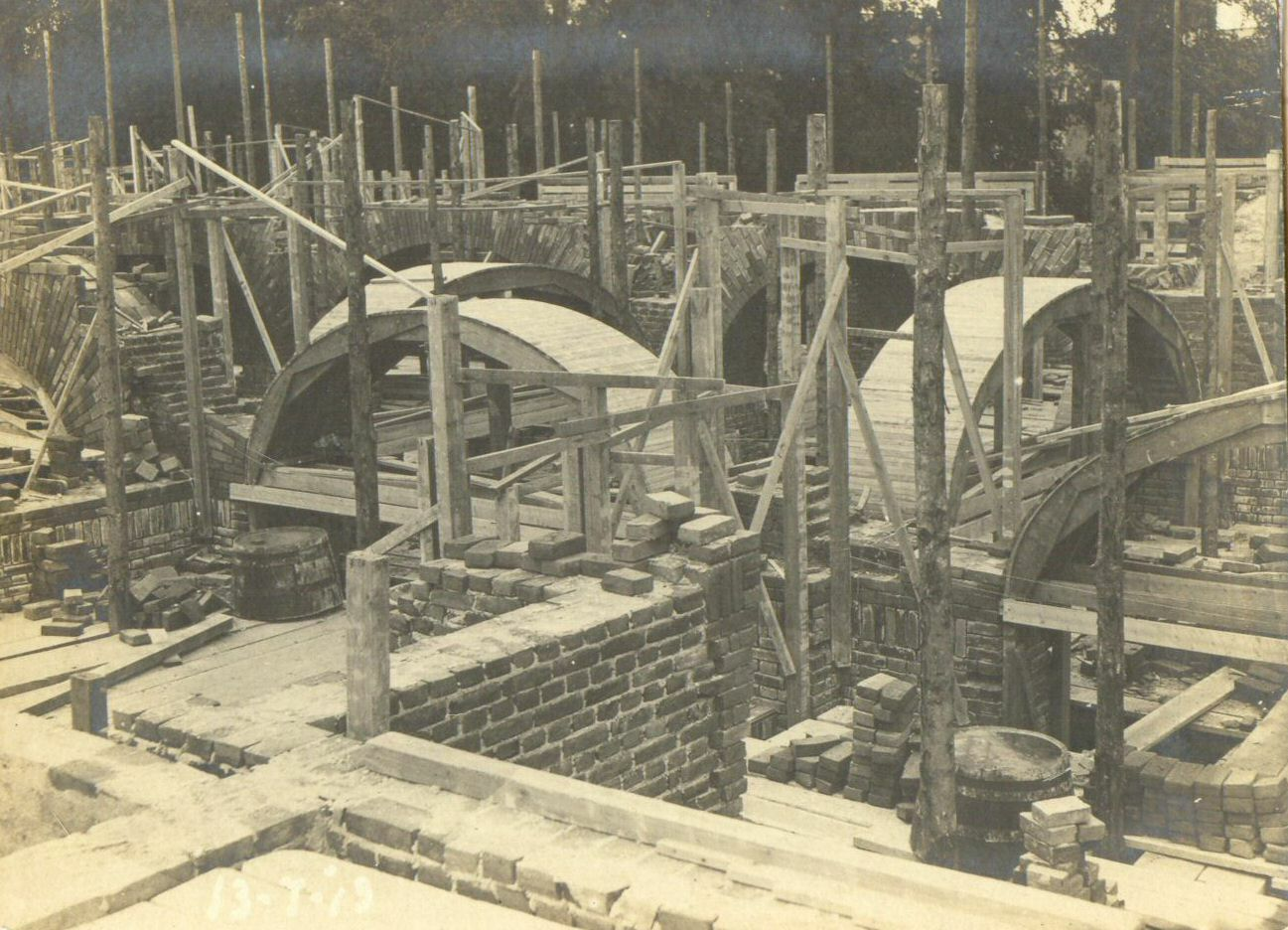
Bednění na ramenátech, připravené pro vyzdívání kleneb (Utrecht, Nizozemí 1919)

Ramenát je nosník, obvykle zakřivený, k němuž se upevňuje bednění. Ramenáty jsou nejčastěji dřevěné, pouze při mnohočetném použití se vyrábějí z ocelových profilů. Dřevěné ramenáty se sbíjejí ze zakřivených dílů vyrobených z dostatečně širokých fošen, které umožní vyříznutí požadované křivky.
Trvalá součást stavby
Dřevěné ramenáty s trvalým bedněním pobité rákosovou rohoží tvoří základ pro velké oblouky fabionů stropů barokních staveb.
Dočasné konstrukce
Ramenáty pro výrobu bednění svislých stěn betonových konstrukcí jsou v současnosti nahrazovány prvky systémového bednění, které umožňují zakřivení překližky bednicího pláště.
Ramenátů pokrytých bedněním a doplněných stojkami se proto dnes nejčastěji užívá jako podpěrné konstrukce k vyzdívání zakřivených ploch zpravidla nadokenních oblouků nebo kleneb zejména při opravách a rekonstrukcích historických staveb.